# 田舎家と木々のある風景
『田舎家と木々のある風景』（いなかやときぎのあるふうけい、英: Landscape with a Cottage and Trees）、または『田舎家のある風景』（いなかやのあるふうけい、独: Landschaft mit einer Hütte）は、オランダ絵画黄金時代の画家ヤーコプ・ファン・ロイスダールが画業初期の1646年に板上に油彩で制作した絵画である。現在、ハンブルク美術館に所蔵されている。

## 作品
この絵画は砂丘近くの風景を表しており、濃い木立の中に慎ましい田舎家と荒れ果てた小屋を描いている。主役となっているのは人々ではなく、自然である。画面中景左側の平らな地では、女がリネンの布を漂白するために広げており、男がそれを見ている。彼女の前では牧童が牛の世話をしている。別の女が苔の生えた田舎家から出てきている。鑑賞者は自然の中を散策している気分になるが、風景は実物ではなく、ロイスダールが動く雲の下、絵画的要素を組み合わせている理想化された景観である。

この絵画は、1911年に研究者ホフステーデ・デ・フロートにより以下のように記述されている。 
806番。田舎家のある風景。田舎家の前に牛、豚、そのほかの動物を連れた牧童がいる。右側には樹皮の剥がれた木がある。そばの水面にはアヒルがいる。陽光が左側遠景の木々に降り注いでいる。精緻に仕上げられた、顕著な人物像はベルヘムの手になる。完全な署名、1646の年記あり。板、縦28と1/2インチ、横44インチ。ハンブルクのJ. アムシンク (J. Amsinck) のコレクションから、1879年にハンブルク美術館に遺贈。
この絵画は、知られているロイスダールの作品中で最初期のものの1つである。研究者のシーモア・スライヴは人物と動物をロイスダール自身の手に帰しているが、上記のごとくホフステーデ・デ・フロートはそれらをニコラース・ベルヘムの手になるものとした。絵画は、スライヴの2001年のロイスダール作品総目録では569番となっている。